# Talsperre Marienbad
Die Talsperre Marienbad (tschechisch Vodní nádrž Mariánské Lázně) ist eine Trinkwassertalsperre am Úšovický potok in Tschechien. Sie befindet sich zweieinhalb Kilometer nördlich von Marienbad/Mariánské Lázně im Kaiserwald/Slavkovský les. Der Stausee liegt in der I. Zone des Trinkwasserschutzgebietes und ist nicht zugänglich.

## Geographie
Die von ausgedehnten Wäldern umgebene Talsperre liegt im Maxova údolí (Maxthal). Westlich des Stausees verläuft die Straße von Marienbad nach Prameny. Umliegende Orte sind Nimrod im Norden, Rájovská Myslivna und Rájov im Osten, Na Polomu und Zádub-Závišín im Südosten, Marienbad im Süden, Lunapark im Südwesten, Lázně Kynžvart im Westen sowie Králův Kámen und Kladská im Nordwesten.

## Geschichte
Der Bau einer Talsperre im Maxthal oberhalb der Stadt geht auf einen Vorschlag des Marienbader Stadtrates Wenzel Lerchl aus dem Jahre 1883 zurück. Im Jahr darauf legte der Prager Wasserbauingenieur Andreas Rudolf Harlacher (1842–1890) ein Projekt vor, das eine 150 m lange und 16,5 m hohe Gewichtsstaumauer nach dem Intze-Prinzip vorsah. 1887 erstellte der Marienbader Baumeister Friedrich Zickler (1829–1899) ein anderes Projekt für eine Talsperre mit einem 20 m hohen Erdschüttdamm mit einer Breite von 9,55 m am Fuß und 3,65 m an der Krone.
Nach dem Hochwasser vom November 1890, bei dem der Damm des Podhornteiches brach und die Stadt Tepl überschwemmt wurde, stellte die Stadt Marienbad das Talsperrenprojekt zurück. Den von Zickler vorgeschlagenen Erdschüttdamm sah der Rat fortan als Gefahr für die Stadt. Die lang anhaltende Trockenheit im Jahre 1892 veranlasste den Marienbader Rat zu einer Entscheidung für einen Talsperrenbau. Zwischen 1894 und 1896 wurde das Projekt des inzwischen verstorbenen Professors Harlacher für 160.000 Gulden durch das Bauunternehmen Karl Kreß aus Prag realisiert. Die Talsperre diente als Trinkwasserreservoir der Kurstadt Marienbad, außerdem schützte sie auch das untere Maxthal bis zum Lunapark für Hochwasser. Der Talsperrenbau war der erste in Böhmen und einer der ersten in der k.u.k. Monarchie mit einer Staumauer.
Da sich die Kapazität von 92.000 m³ Wasser in Trockenzeiten als nicht ausreichend erwies, wurde in den Jahren 1901–1902 zunächst der Stauraum durch Abtragung von Erdreich vergrößert. Wegen der noch immer unzureichenden Wassermenge wurde die Staumauer 1912 um drei Meter bis zur jetzigen Höhe erhöht und beiderseits bis zur Krone durch Schüttdämme verstärkt.
Ein in den 1920er Jahren entstandenes Projekt zur weiteren Vergrößerung kam nie zur Ausführung. 1955 entstand eine Wasserzuleitung aus der Talsperre Podhora.

## Beschreibung
Die 15,58 m hohe Gewichtsstaumauer hat eine Länge von 116 m und ist 3,5 m breit. Mit den beiderseitigen Anschüttungen beträgt die Dammbreite 19,5 m.
Die Talsperre ist Teil des Wasserwirtschaftssystems Podhora-Mariánské Lázně. In Trockenzeiten wird Wasser aus den Talsperren Podhora und Mnichov zugeführt.